# 薩爾瓦多科朗
科朗也是哥斯大黎加的貨幣名稱。詳見哥斯大黎加科朗
科朗 是薩爾瓦多在1919年到2001年期間發行的貨幣。貨幣編號SVC。2001年，美元取代科朗，成為薩爾瓦多的法定貨幣。科朗停止流通時，1美元=8.75科朗。

## 流通中的貨幣

### 硬幣
- 1 分（少用）
- 2 分（少用）
- 3 分（少用）
- 5 分
- 10 分
- 25 分
- 50 分
- 1 科朗
- 5 科朗

### 紙幣

薩爾瓦多現在流通的紙幣系列。

- 1 科朗
  - 正面：水壩
  - 背面：克里斯托弗·哥伦布
- 2 科朗
  - 正面：潘奇馬爾科殖民地教會
  - 背面：克里斯托弗·哥伦布
- 5 科朗
  - 正面：克里斯托弗·哥伦布
  - 背面：國立博物館
- 10 科朗
  - 正面：克里斯托弗·哥伦布
  - 背面：伊萨尔科火山
- 25 科朗
  - 正面：克里斯托弗·哥伦布
  - 背面：薩爾瓦多聖安德烈斯
- 50 科朗
  - 正面：克里斯托弗·哥伦布
  - 背面：科阿特佩克湖
- 100 科朗
  - 正面：克里斯托弗·哥伦布
  - 背面：金字塔
- 200 科朗
  - 正面：克里斯托弗·哥伦布
  - 背面：「世界的神聖救主」紀念碑